# Thectochlora basiatra
Thectochlora basiatra är en biart som först beskrevs av Embrik Strand 1910.  Thectochlora basiatra ingår i släktet Thectochlora och familjen vägbin. Inga underarter finns listade i Catalogue of Life.